# Laringe
La laringe es un órgano tubular músculo-cartilaginoso situado en la parte anterior del cuello, a la altura de las vértebras cervicales C3, C4, C5 y C6. Está formada por el hueso hioides y por los cartílagos tiroides, cricoides, aritenoides, corniculado, cuneiforme, la epiglotis y por cuatro pares laterales, todos ellos articulados, revestidos de mucosa y movidos por músculos. Comunica la faringe con la tráquea y se encuentra delante de esta.
La laringe está adaptada a las necesidades de la fonación o emisión de la voz. Es el órgano de la fonación pues contiene las cuerdas vocales superiores o falsas (también llamado pliegues vestibulares) e inferiores o verdaderas (también llamado pliegues vocales). El término pliegues es el que se usa según la terminología anatómica internacional; los pliegues están separados por el ventrículo laríngeo.

## Dimensiones

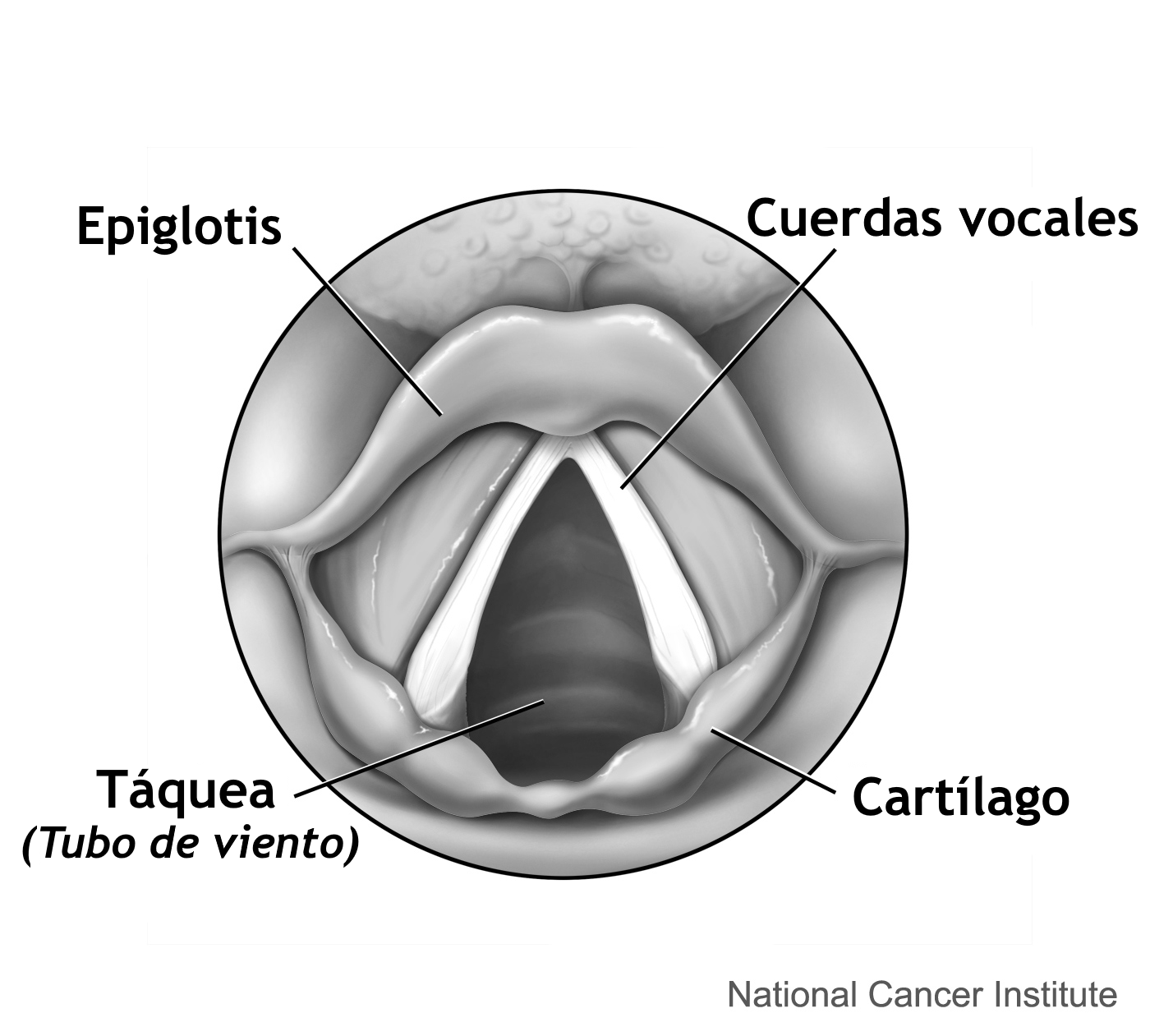
Vista superior de la laringe (vista con un espejo). La epiglotis, las cuerdas vocales, la tráquea y el cartílago están marcados

Mide 45mm de altura, 40mm de ancho, 35 mm en sentido anteroposterior y 4 cm de diámetro.

## Constitución anatómica
Está formada por el hueso hioides y por nueve piezas de cartílagos, todos ellos articulados, revestidos de mucosa y movidos por músculos. 
Los cartílagos se dividen en pares/laterales e impares/mediales.
• Cartílagos pares: aritenoides, corniculados de Santorini y cuneiformes o de Morgagni o de Wrisberg.
• Cartílagos impares: tiroides, cricoides y epiglotis.

### Cartílago tiroides
Tiene forma de libro abierto hacia atrás, es el cartílago más voluminoso. Se encuentra montado sobre el cartílago cricoides. Presenta 2 caras y 4 bordes

#### Cara anteroexterna
En la parte superior de la línea media presenta la nuez o bocado de Adán.
Lateralmente hay dos crestas, crestas tiroides, donde se insertan los músculos esternotiroideo y tirohioideo.
Cada cresta en sus extremos presenta tubérculos tiroideos superior e inferior.

#### Cara posterointerna
Revestida por mucosa laríngea y da inserción en su ángulo entrante, de arriba hacia abajo, a la epiglotis, cuerdas vocales superiores e inferiores.

#### Borde superior
En la parte media la escotadura tiroidea superior, da inserción a la membrana tirohioidea.

#### Inferior
Se apoya sobre el borde superior del cartílago cricoides.

#### Posterolaterales
Dan inserción a las aponeurosis faríngea. Se prolongan hacia arriba formando las astas mayores y hacia abajo, las astas menores.

### Cartílago cricoides
Está formado por tejido cartilaginoso hialino
Tiene forma de un anillo con una placa o engarce posterior y un arco anterior.

#### Placa o engarce
Tiene 2 caras:
• Cara anterior: cóncava, tapizada por la mucosa laríngea.
• Cara posterior: convexa, en la línea media la cresta cricoidea y a cada lado la fosita cricoidea.
Y 2 bordes:
• Borde inferior: Se apoya sobre el primer anillo traqueal.
• Borde superior: 4 carillas o facetas (2 internas y 2 externas). Sobre la carilla interna se apoya el cartílago aritenoides, configurando la articulación cricoaritenoidea (artrodia). Sobre la carilla externa se apoya el asta menor del cartílago tiroides, configurando la articulación propiamente dicha (artrodia)

#### Arco anterior
2 caras (anterior y posterior) y 2 bordes (superior e inferior).
El borde inferior se apoya sobre el primer anillo traqueal.
El borde superior se une con el borde inferior del cartílago tiroides por la membrana cricotiroidea.

### Epiglotis
Presenta forma de cuchara o de hoja. Presenta 2 caras, 2 bordes y 2 extremos.
• Cara anterior: Cóncava, en sentido vertical y convexa en sentido transversal. Ubicado por detrás de la lengua y tapizada por la mucosa lingual que forma a este nivel los 3 repliegues glosoepiglóticos entre los cuales están las 2 fositas glosoepiglóticas o valléculas.
• Cara posterior: Convexa en sentido vertical y cóncava en sentido transversal.
• Extremo superior: libre y abultado.
• Extremo inferior: delgado (se fija al ángulo entrante del tiroides por el ligamento tiroepiglótico).

### Aritenoides
Tiene forma de una pirámide triangular de base inferior y vértice superior. Presenta 3 caras: anteroexterna, interna y posterior.
El vértice articula con el cartílago corniculado de Santorini (articulación aricorniculada) a través de un tejido fibroso, anfiartrosis o artrodia para otros.
La base articula con el borde superior del engarce cricoideo.
La base presenta 3 ángulos, se destaca el anterior y el posteroexterno.
El ángulo anterior o apófisis vocal da inserción al músculo tiroaritenoideo, forma parte de la cuerda vocal verdadera.
El ángulo posteroexterno o apófisis muscular da inserción a los músculos cricoaritenoideo posterior y lateral.

## Músculos de la laringe
Son 12 músculos en total, 5 pares y 2 impares
Pares:
1. Músculo cricotiroideo.
2. Músculo cricoaritenoideo posterior.
3. Músculo cricoaritenoideo lateral.
4. Músculo tiroaritenoides.
5. Músculo ari-epiglótico.
Impar:
1. Músculo interaritenoideo o aritenoideo oblicuo.
2. Músculo aritenoideo transverso.

## Endolaringe
Es la configuración interna de la laringe.
Presenta 2 repliegues anteroposteriores un par superior o cuerdas vocales falsas y un par inferior o cuerdas vocales verdaderas.
- Las cuerdas vocales superiores o falsas están formadas por un repliegue de la mucosa, aloja el ligamento tiroaritenoideo superior.
- Las cuerdas vocales inferiores o verdaderas están formadas por repliegues de la mucosa aloja al ligamento tiroaritenoideo inferior y el músculo tiroaritenoideo. Son cuerdas gruesas y musculares que vibran originando los sonidos.

El espacio limitado por el borde libre de las cuerdas vocales superiores se llama glotis falsa mientras que el espacio limitado por el borde libre de las cuerdas vocales inferiores se llama glotis verdadera y se prolonga, glotis intercartilaginosa.
A cada lado se encuentra los ventrículos laríngeos de Morgagni, delimitados hacia arriba por la cuerda vocal superior, hacia abajo por la cuerda vocal inferior y hacia afuera por la pared lateral de la laringe.
La glotis verdadera delimita dos pisos:
• Supraglótica o vestíbulo: aloja a las cuerdas falsas, a la glotis falsas y los ventrículos.
• Infraglótica o subglótica: se continua hacia abajo con la tráquea.

## Vascularización

### Arterias
- Arteria laríngea superior: rama de la arteria tiroidea superior. (rama de la carótida externa).
- Arteria laríngea inferior: rama de la arteria tiroidea superior.
- Arteria laríngea posterior: rama de la arteria tiroides inferior (rama de arteria subclavia).

### Venas
Las venas siguen el trayecto de las arterias correspondientes.
Las venas laríngeas superior e inferior desemboca en la vena tiroidea superior, forma parte del tronco venoso tirolinguofarigofacial que desemboca en la vena yugular interna.
La vena laríngea posterior drena las venas tiroideas inferiores que desembocan en el tronco venoso braquiocefálico izquierdo.

## Inervación
Todos los músculos de la laringe están inervados por el nervio laríngeo inferior o recurrente, menos el músculo cricotiroideo que está inervado por el nervio laríngeo superior.
Los nervios laríngeos son ramas del neumogástrico (X)  

## Importancia biológica
En los mamíferos, la posición de la laringe en el cuello ocupa una posición elevada, comunicándose casi directamente con la nariz. Esto permite a los mamíferos beber líquidos mientras se respira, en forma simultánea. Este atributo es esencial para la lactancia. Sin embargo existe una pequeña pero importante excepción: en el Homo sapiens esta posición elevada de la laringe está modificada y ocupa una posición más bien baja, lo que permite generar sonidos de diversas variedades, cosa que otros mamíferos no pueden hacer. Pero incluso en los seres humanos, desde el nacimiento hasta los dos años la laringe ocupa una posición elevada (los bebés pueden lactar y respirar al mismo tiempo), posicionándose definitivamente en forma más baja a los dos años.